# Campionato sudamericano maschile under 20 di calcio
Il Campionato sudamericano Under-20 (ufficialmente Juventud de América e noto anche come Sudamericano Sub-20) è un torneo calcistico organizzato dalla CONMEBOL e riservato alle squadre nazionali sudamericane composte da giocatori di età inferiore o uguale a 20 anni.

## Storia
La prima edizione fu organizzata dal Venezuela e la competizione era riservata alle selezioni Under 19, limite d'età che si mantenne fino alla settima edizione (Perù 1975).
A partire dal 1977, quando il torneo fu organizzato per la seconda volta dal Venezuela, il limite di età fu elevato a 20 anni. Questa modifica fu fatta affinché la competizione potesse risultare valida anche in qualità di qualificazioni per il Mondiale Under-20, la cui prima edizione fu disputata proprio nel 1977. A partire dal Sudamericano del 2007 il torneo mette in palio anche la qualificazione al torneo calcistico delle Olimpiadi negli anni precedenti le edizioni dei Giochi, sostituendo così il Torneo Pre-Olimpico CONMEBOL.
L'edizione del Sudamericano Sub-20 (la 24ª in assoluto), tenutasi nel 2009, è stata organizzata dal Venezuela e vinta dal Brasile, così come quella 2011, mentre nel 2013 e 2015 hanno vinto rispettivamente Colombia e Argentina.

## Formula
Tutte le partite si disputano nella nazione ospitante e tutte le 10 selezioni nazionali Under 20 affiliate alla CONMEBOL partecipano ad ogni edizione (salvo ritiri). Esse vengono quindi divise in due gruppi da 5 squadre ciascuno con partite di sola andata (ciò significa che ogni squadra gioca 4 incontri all'interno del proprio girone).
Le 3 nazionali meglio classificate in ciascun gruppo passano al turno successivo dove vengono inglobate in un girone unico da 6 squadre con partite di sola andata dove, alla fine dei 5 incontri totali, si stilerà la classifica finale.
Contrariamente alla maggior parte delle competizioni internazionali, nel Campionato Sudamericano Under 20 non esistono incontri a eliminazione diretta né tantomeno una finale per stabilire il vincitore.

## Albo d'oro
|   | Anno          | Ospitante |           | Campione  | 2º posto       | 3º posto |
| - | ------------- | --------- | --------- | --------- | -------------- | -------- |
| 1 | 1954 Dettagli | Venezuela | Uruguay   | Brasile   | Venezuela      |          |
| 2 | 1958 Dettagli | Cile      | Uruguay   | Argentina | Brasile        |          |
| 3 | 1964 Dettagli | Colombia  | Uruguay   | Paraguay  | Colombia       |          |
| 4 | 1967 Dettagli | Paraguay  | Argentina | Paraguay  | Brasile Perù   |          |
| 5 | 1971 Dettagli | Paraguay  | Paraguay  | Uruguay   | Argentina Perù |          |
| 6 | 1974 Dettagli | Cile      | Brasile   | Uruguay   | Paraguay       |          |
| 7 | 1975 Dettagli | Perù      | Uruguay   | Cile      | Argentina      |          |

Nel 1977 il limite di età fu elevato da 19 a 20 anni e da allora il campionato serve per determinare le squadre che si qualificheranno per il Mondiale Under 20.

|    | Anno          | Campione  |
| -- | ------------- | --------- |
| 8  | 1977 Dettagli | Uruguay   |
| 9  | 1979 Dettagli | Uruguay   |
| 10 | 1981 Dettagli | Uruguay   |
| 11 | 1983 Dettagli | Brasile   |
| 12 | 1985 Dettagli | Brasile   |
| 13 | 1987 Dettagli | Colombia  |
| 14 | 1988 Dettagli | Brasile   |
| 15 | 1991 Dettagli | Argentina |
| 16 | 1992 Dettagli | Uruguay   |
| 17 | 1995 Dettagli | Argentina |
| 18 | 1997 Dettagli | Brasile   |
| 19 | 1999 Dettagli | Uruguay   |
| 20 | 2001 Dettagli | Argentina |
| 21 | 2003 Dettagli | Brasile   |
| 22 | 2005 Dettagli | Brasile   |
| 23 | 2007 Dettagli | Argentina |
| 24 | 2009 Dettagli | Paraguay  |
| 25 | 2011 Dettagli | Uruguay   |
| 26 | 2013 Dettagli | Paraguay  |
| 27 | 2015 Dettagli | Colombia  |
| 28 | 2017 Dettagli | Ecuador   |
| 29 | 2019 Dettagli | Argentina |
| 30 | 2023 Dettagli | Uruguay   |
| 31 | 2025 Dettagli | Brasile   |

## Medagliere
Dati aggiornati all'edizione 2025
| Pos. | Paese     | Oro | Argento | Bronzo | Totale |
| ---- | --------- | --- | ------- | ------ | ------ |
| 1    | Brasile   | 13  | 7       | 3      | 23     |
| 2    | Uruguay   | 8   | 7       | 7      | 22     |
| 3    | Argentina | 5   | 8       | 8      | 21     |
| 4    | Colombia  | 3   | 1       | 5      | 9      |
| 5    | Paraguay  | 1   | 5       | 6      | 12     |
| 6    | Ecuador   | 1   | 1       | 0      | 2      |
| 7    | Cile      | 0   | 1       | 1      | 2      |
| 8    | Perù      | 0   | 0       | 2      | 2      |
| 9    | Venezuela | 0   | 0       | 2      | 2      |
| 10   | Bolivia   | 0   | 0       | 0      | 0      |

### Dettagli sui piazzamenti
| Nazionale | 1954 | 1958 | 1964 | 1967 | 1971 | 1974 | 1975 | 1977 | 1979 | 1981 | 1983 | 1985 | 1987 | 1988 | 1991 | 1992 | 1995 | 1997 | 1999 | 2001 |
| Argentina | -    | 2º   | 6º   | 1º   | 3º   | 4º   | 3º   | 1T   | 2º   | 3º   | 3º   | 1T   | 3º   | 3º   | 2º   | -    | 2º   | 1º   | 1º   | 2º   |
| Bolivia   | -    | -    | -    | -    | 1T   | -    | 6º   | 1T   | 1T   | 4º   | 4º   | 1T   | 1T   | 1T   | 1T   | 1T   | 1T   | 1T   | 1T   | 1T   |
| Brasile   | 2º   | 3º   | -    | 3º   | 1T   | 1º   | 5º   | 2º   | 4º   | 2º   | 1º   | 1º   | 2º   | 1º   | 1º   | 1º   | 1º   | 2º   | 3º   | 1º   |
| Cile      | 1T   | 5º   | 4º   | 1T   | 1T   | 1T   | 2º   | 4º   | 5º   | 1T   | 1T   | 1T   | 1T   | 1T   | 1T   | 1T   | 3º   | 6º   | 6º   | 4º   |
| Colombia  | 5º   | -    | 3º   | 1T   | 1T   | 1T   | -    | 1T   | 1T   | 1T   | 1T   | 3º   | 1º   | 2º   | 1T   | 3º   | 1T   | 1T   | 1T   | 6º   |
| Ecuador   | 1T   | -    | -    | 1T   | -    | 1T   | -    | -    | 1T   | 1T   | 1T   | 1T   | 1T   | 1T   | 1T   | 4º   | 4º   | 1T   | 1T   | 5º   |
| Israele   | -    | -    | -    | -    | -    | -    | -    | -    | -    | -    | -    | -    | -    | 1T   | -    | -    | -    | -    | -    | -    |
| Panama    | 1T   | -    | -    | -    | -    | -    | -    | -    | -    | -    | -    | -    | -    | -    | -    | -    | -    | -    | -    | -    |
| Paraguay  | 1T   | -    | 2º   | 2º   | 1º   | 3º   | -    | 3º   | 3º   | 1T   | 1T   | 2º   | 1T   | 4º   | 4º   | 1T   | 1T   | 3º   | 4º   | 3º   |
| Perù      | 4º   | 4º   | 5º   | 3º   | 3º   | 1T   | 4º   | 1T   | 6º   | -    | 1T   | 1T   | 1T   | 1T   | 1T   | 1T   | 1T   | 1T   | 5º   | 1T   |
| Uruguay   | 1º   | 1º   | 1º   | 1T   | 2º   | 2º   | 1º   | 1º   | 1º   | 1º   | 2º   | 4º   | 4º   | 1T   | 3º   | 2º   | 4º   | -    | 2º   | 1T   |
| Venezuela | 3º   | 6º   | 7º   | 1T   | 1T   | 1T   | -    | 1T   | -    | 1T   | 1T   | 1T   | -    | 1T   | 1T   | -    | 1T   | 5º   | 1T   | 1T   |

| Nazionale | 2003 | 2005 | 2007 | 2009 | 2011 | 2013 | 2017 | 2019 | 2023 | 2025 | Totale |
| Argentina | 1º   | 3º   | 2º   | 6º   | 3º   | 1T   | 4º   | 2º   | 1T   | 2º   | 29     |
| Bolivia   | 1T   | 1T   | 1T   | 1T   | 1T   | 1T   | 1T   | 1T   | 1T   | 1T   | 25     |
| Brasile   | 2º   | 2º   | 1º   | 1º   | 1º   | 1T   | 5º   | 5º   | 1º   | 1º   | 30     |
| Cile      | 1T   | 4º   | 4º   | 1T   | 5º   | 4º   | 1T   | 1T   | 1T   | 6º   | 31     |
| Colombia  | 4º   | 1º   | 6º   | 5º   | 6º   | 1º   | 6º   | 4º   | 3°   | 3º   | 29     |
| Ecuador   | 6º   | 1T   | 1T   | 1T   | 4º   | 6º   | 2º   | 1º   | 4°   | 1T   | 26     |
| Israele   | -    | -    | -    | -    | -    | -    | -    | -    | -    | -    | 1      |
| Panama    | -    | -    | -    | -    | -    | -    | -    | -    | -    | -    | 1      |
| Paraguay  | 3º   | 1T   | 5º   | 2º   | 1T   | 2º   | 1T   | 1T   | 6°   | 4º   | 29     |
| Perù      | 1T   | 1T   | 1T   | 1T   | 5°   | 5º   | 1T   | 1T   | 1T   | 1T   | 30     |
| Uruguay   | 5º   | 5º   | 3º   | 3º   | 2º   | 3º   | 1º   | 3º   | 2°   | 5º   | 30     |
| Venezuela | 1T   | 6º   | 1T   | 4º   | 1T   | 1T   | 3º   | 6º   | 5°   | 1T   | 27     |

Legenda:

N° = posizione finale

1T = eliminata al primo turno

P = partecipante